# Дэвенпорт, Найджел
Найджел Дэвенпорт (англ. Nigel Davenport; 23 мая 1928 — 25 октября 2013) — английский актёр, выступавший на сцене, телевидении и в кино.

## Биография
Артур Найджел Дэвенпорт (впоследствии он взял второе имя) родился в Шелфорде (Кембриджшир), он сын Артура Генри Дэвенпорта и Кэтрин Люси (урождённой Мейкледжон). Он вырос в преподавательской семье. Его отец был казначеем Sidney Sussex College, Кембридж. Будущий актёр учился в Sidney Sussex College (Кембридж), затем школе св. Петра (Сифорд), колледже Челтенхем и Тринити-колледже (Оксфорд). Первоначально он изучал философию, политику и экономику, но затем по совету наставников переключился на английский.
Впервые Дэвенпорт появился на сцене в театре Савой, работал с Shakespeare Memorial Company, потом (в 1960-х) присоединился к English Stage Company в театре Ройал-Корт. Дэвенпорт начал появляться в британских фильмах и телепостановках, играя в ролях второго плана, например, исполнив роль театрального менеджера, антагониста персонажа Лоренса Оливье в киноверсии пьесы «Комедиант» Джона Осборна (1960). Он вызвал впечатление сыграв роль Томаса Говарда, 3-го герцога Норфолк в фильме «Человек на все времена» (1966) и роль лорда Босвелла в фильме «Мария — королева Шотландии». В 1972 он сыграл роль Джорджа Адамсона, антагониста Сюзан Хемпшир в фильме Living Free, сиквеле Born Free. Дэвенпорт сыграл главную роль в фантастическом фильме «Фаза 4», который не нашёл свою аудиторию. Он продолжил сниматься в ролях второго плана в кино и на телевидении, играя аристократов, полицейских инспекторов и военных офицеров «с огоньком в глазах». Наиболее характерной ролью стала роль генерала лорда Исмэя, антагониста роли лорда Маунтбеттена (которую сыграл Николь Уильямсон) в драматическом британском телесериале «Lord Mountbatten: The Last Viceroy» (1986). В 1974 он в блестящей манере Бернарда Шоу сыграл роль Кинга Магнуса в телепостановке пьесы «Apple Cart» канала ВВС вместе с Прунеллой Скайлс и юной Хелен Миррен в ролях второго плана.
Дэвенпорт был членом-учредителем English Stage Company.
Дэвенпорт закончил карьеру в начале XXI века поскольку не мог уже запоминать строки из сценариев.

## Семья
Дэвенпорт был женат дважды. Первый раз (1951-?) на Елене Маргарет Уайт, которую он встретил во время учёбы в университете Оксфорда. Они поженились в 1951, в браке родилась дочь Лаура и сын Хьюго. Второй раз (1972—1981) — на актрисе Марии Эйткен, в родился сын Джек Дэвенпорт, также ставший актёром (наиболее известна его роль в фильме «Пираты Карибского моря». Согласно продюсеру фильма Джерри Брукхеймеру Джек Дэвенпорт был отобран на роль Джеймса Норрингтона так как его отец играл в картине A High Wind in Jamaica.). По состоянию на 2010 год Дэвенпорт проживал в юго-западной Англии.
Благодаря Дэвенпорту его сын Джек впервые появился на экране в эпизодической роли с Джоном Клизом (который является другом Дэвенпорта).

## Фильмография
1. 1957—1958 — The Adventures of Robin Hood (TV series) (эпизоды: «Too Many Earls» as Loud Larden, an outlaw; «The Mystery of Ireland’s Eye» as Boatman; «The Infidel» as Sir James; «The Road in the Air» as Claud, the Seneschal; «The Path of True Love» as Barty, a tenant farmer;«Bride for an Outlaw» as Sir Peter)
2. 1959 — Оглянись во гневе
3. 1960 — Подглядывающий
4. 1960 — The Entertainer
5. 1962 — Mix Me a Person
6. 1963 — Ladies Who Do
7. 1964 — The Third Secret
8. 1965 — A High Wind in Jamaica
9. 1965 — Where the Spies Are
10. 1965 — Sands of the Kalahari
11. 1965 — Life at the Top
12. 1966 — Человек на все времена — герцог Норфолк
13. 1968 — Sebastian
14. 1968 — Play Dirty
15. 1968 — The Strange Affair
16. 1969 — The Royal Hunt of the Sun
17. 1969 — The Virgin Soldiers
18. 1970 — No Blade of Grass
19. 1970 — The Mind of Mr. Soames
20. 1971 — Последняя долина — Грубер
21. 1971 — Мария — королева Шотландии — Джеймс Хепберн, граф Ботвелл, третий супруг королевы Марии
22. 1972 — Living Free
23. 1973 — Bram Stoker’s Dracula
24. 1973 — The Picture of Dorian Gray
25. 1974 — South Riding (TV series)
26. 1974 — Фаза 4
27. 1977 — Остров доктора Моро — Доктор Монтгомери
28. 1977 — Stand Up, Virgin Soldiers
29. 1979 — The London Connection
30. 1979 — Zulu Dawn (alongside Simon Ward)
31. 1980 — Cry of the Innocent (Gray Harrison Hunt)
32. 1981 — Огненные колесницы — лорд Биркенхед
33. 1981 — Ночные ястребы — инспектор Хартманн
34. 1981 — Masada
35. 1982 — Minder
36. 1982 — An Inspector Calls (Arthur Birling) (TV series)
37. 1984 — Рождественская история (ТВ)
38. 1984 — Грейстоук: Легенда о Тарзане, повелителе обезьян
39. 1985—1990 — Howards' Way (TV series)
40. 1986 — Караваджо — Джустиньяни
41. 1986 — Lord Mountbatten: The Last Viceroy
42. Death of a snowman
43. 1988 — Без единой улики — лорд Смитвик
44. 1991 — Trainer (TV series as James Brant)
45. 1993 — Keeping Up Appearances («The Commodore»)
46. 1996 — The Treasure Seekers
47. 1998 — Mosley (телесериал) — Viscount Rothermere
48. 2000 — Longitude (miniseries)
49. 2000 — Дэвид Копперфильд
50. 2009 — Убийства в Мидсомере (телесериал)